# 迈克尔·谢利
迈克尔·谢利（英語：Michael Shelley，1983年10月10日—），澳大利亚男子田径运动员，主攻长跑。他曾代表澳大利亚参加2010年、2014年和2018年英联邦运动会田径比赛，获得二枚金牌和一枚银牌。